# Championnat du Salvador de football 1971
Navigation
Saison précédente Saison suivante
La Primera División 1971 est la vingt-et-unième édition de la première division salvadorienne.
Lors de ce tournoi, le CD Atlético Marte a tenté de conserver son titre de champion du Salvador face aux neuf meilleurs clubs salvadoriens.
Chacun des dix clubs participant était confronté quatre fois aux neuf autres équipes.
Seulement quatre places étaient qualificatives pour la Coupe de la Fraternité.

## Les 10 clubs participants
| \| San Salvador : Alianza FC CD Atlético Marte Univ. Centroamericana Sonsonate : CD Juventud Olímpica CD Sonsonate Adler San Nicolas CD Águila San Salvador Club Deportivo FAS Excélsior FC Club Deportivo FAS Excélsior FC Sonsonate San Salvador Sonsonate San Salvador Universidad Barrios \| Localisation des clubs engagés dans le championnat. |
| San Salvador : Alianza FC CD Atlético Marte Univ. Centroamericana Sonsonate : CD Juventud Olímpica CD Sonsonate Adler San Nicolas CD Águila San Salvador Club Deportivo FAS Excélsior FC Club Deportivo FAS Excélsior FC Sonsonate San Salvador Sonsonate San Salvador Universidad Barrios                                                           |

| Club                           | Stade                        | Capacité          | Ville          |
| Adler San Nicolas              | Stade inconnu                | Capacité inconnue | San Nicolas    |
| CD Águila                      | Stade Juan Francisco Barraza | 10 000            | San Miguel     |
| Alianza FC                     | Stade Cuscatlán              | 45 925            | San Salvador   |
| Excélsior FC (en)              | Stade inconnu                | Capicité inconnue | Santa Ana      |
| Club Deportivo FAS             | Stade Oscar Quiteño          | 15 000            | Santa Ana      |
| CD Juventud Olímpica           | Stade Ana Mercedez           | 8 000             | Sonsonate      |
| CD Atlético Marte              | Stade Cuscatlán              | 45 925            | San Salvador   |
| CD Sonsonate                   | Stade Anna Mercedes Campos   | 8 000             | Sonsonate      |
| CD Universidad Centroamericana | Stade inconnu                | Capacité inconnue | San Salvador   |
| Universidad Gerardo Barrios    | Complejo Deportivo España    | Capacité inconnue | Ciudad Barrios |

## Compétition
Les dix équipes affrontent à quatre reprises les neuf autres équipes selon un calendrier tiré aléatoirement.
Le classement est établi sur l'ancien barème de points (victoire à 2 points, match nul à 1, défaite à 0).
Le départage final se fait selon les critères suivants :
- Le nombre de points.
- Un match d'appui pour départager les équipes si le titre ou la relégation est en jeu.
- La différence de buts générale.

### Classement
| Rang | Équipe                             | Pts | J  | G  | N  | P  | Bp | Bc | Diff |
| ---- | ---------------------------------- | --- | -- | -- | -- | -- | -- | -- | ---- |
| 1    | CD Juventud Olímpica               | 50  | 36 | 20 | 10 | 6  | 56 | 31 | +25  |
| 2    | Alianza FC                         | 46  | 36 | 20 | 6  | 10 | 66 | 34 | +32  |
| 3    | Universidad Gerardo Barrios        | 45  | 36 | 17 | 11 | 8  | 50 | 36 | +14  |
| 4    | CD Atlético Marte (T)              | 39  | 36 | 14 | 11 | 11 | 45 | 42 | +3   |
| 5    | CD Águila                          | 37  | 36 | 12 | 13 | 11 | 46 | 41 | +5   |
| 6    | Club Deportivo FAS                 | 35  | 36 | 13 | 9  | 14 | 34 | 39 | -5   |
| 7    | Adler San Nicolas                  | 29  | 36 | 8  | 13 | 15 | 37 | 63 | -26  |
| 8    | CD Sonsonate                       | 28  | 36 | 9  | 10 | 17 | 35 | 55 | -20  |
| 9    | Excélsior FC (en) (P)              | 26  | 36 | 5  | 16 | 15 | 25 | 40 | -15  |
| 10   | CD Universidad Centroamericana (P) | 25  | 36 | 7  | 11 | 18 | 38 | 51 | -13  |

| Légende : Qualifications et relégations | Légende : Qualifications et relégations             |
| --------------------------------------- | --------------------------------------------------- |
|                                         | Coupe de la fraternité 1972 (en) (Phase de groupes) |
|                                         | Relégué en Segunda División                         |
|                                         | (T) : Tenant du titre (P) : Promu de la saison 1970 |

## Bilan du tournoi
| Tableau d'Honneur     |                      |
| Compétition           | Vainqueur            |
| Primera División 1971 | CD Juventud Olímpica |

| Qualifications continentales 1971-1972 |                                                                       |
| Coupe de la Fraternité                 | Qualifiés                                                             |
| Phase de groupes (en)                  | CD Juventud Olímpica Alianza FC Universidad Barrios CD Atlético Marte |

| Promotions et relégations   |                       |
| Relégué en Segunda División | Univ. Centroamericana |
| Promu de Segunda División   | CD Municipal Limeño   |